# Comune di Hedensted
Il comune di Hedensted (in danese Hedensted Kommune) è un comune della Danimarca situato nella regione dello Jutland Centrale (Midtjylland). Capoluogo è la cittadina omonima.
Il comune è stato riformato in seguito alla riforma amministrativa del 1º gennaio 2007 accorpando i precedenti comuni di Juelsminde e Tørring-Uldum.

## Centri abitati
I centri abitati principali del comune sono:
- Hedensted (13 034)
- Juelsminde (4 009)